# ماکسی آبد
ماکسی آبد (انگلیسی: Maxie Abad؛ زادهٔ) بازیکن فوتبال است.
وی همچنین در تیم ملی فوتبال فیلیپین بازی کرده‌است.